# Rotaxano

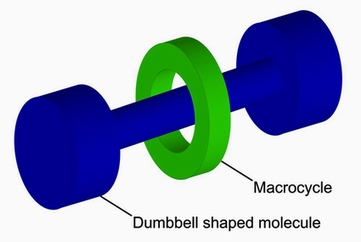
Rappresentazione grafica di un rotaxano

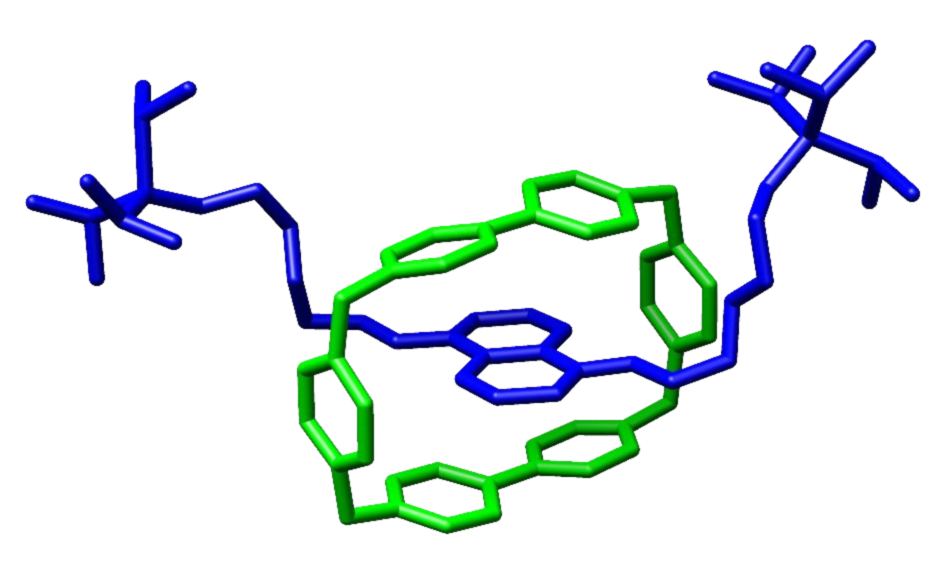
Struttura cristallina di un rotaxano con un macrociclo ciclobis(paraquat-p-fenilene)

Un rotaxano è una molecola costituita da un macrociclo collegato meccanicamente a un frammento molecolare lineare che lo attraversa da parte a parte. Il nome deriva dal latino rota (ruota) e axis (asse). I due costituenti di un rotaxano sono cineticamente intrappolati da "tappi" alle estremità dell'asse, più grandi del diametro interno del ciclo. In questo modo i due componenti del rotaxano non possono essere separati senza rottura di un legame covalente, perché questa dissociazione richiederebbe distorsioni troppo grandi dei legami del ciclo.
Gran parte della ricerca concernente i rotaxani e le altre architetture molecolari meccanicamente interconnesse, come i catenani, è incentrata sulla efficacia della loro sintesi e i loro usi come componenti di macchine molecolari complesse. 
Sono state scoperte molecole naturali bioattive dotate di architettura di tipo rotaxano, come i peptidi a nodo di cistina, ciclotidi o peptidi-lasso. 

## Sintesi
La prima sintesi di un rotaxano pubblicata nel 1967 era basata sulla probabilità statistica che se due metà di una molecola a forma di bilanciere fossero fatte reagire in presenza di un macrociclo allora qualche piccola percentuale si sarebbe connessa attraverso l'anello. Per ottenere una quantità ragionevole di rotaxano il macrociclo era legato a un supporto in fase solida e trattato con entrambe le metà del bilanciere 70 volte e quindi separato dal supporto per dare una resa del 6%. Tuttavia, la sintesi dei rotaxani è avanzata significativamente e rese efficienti possono essere ottenute preorganizzando i componenti utilizzando legami idrogeno, coordinazione di metalli, forze idrofobiche, legami covalenti, o interazioni coulombiane. Le tre strategie più comuni utilizzate per sintetizzare un rotaxano sono definite  "capping", "clipping", e "slipping", sebbene ne esistano altre. Recentemente,  Leigh et al. hanno descritto un nuovo metodo di sintesi di architetture meccanicamente interconnesse utilizzando un metallo di transizione in grado di agire da centro catalizzante la reazione attraverso la cavità del macrociclo.

### Capping

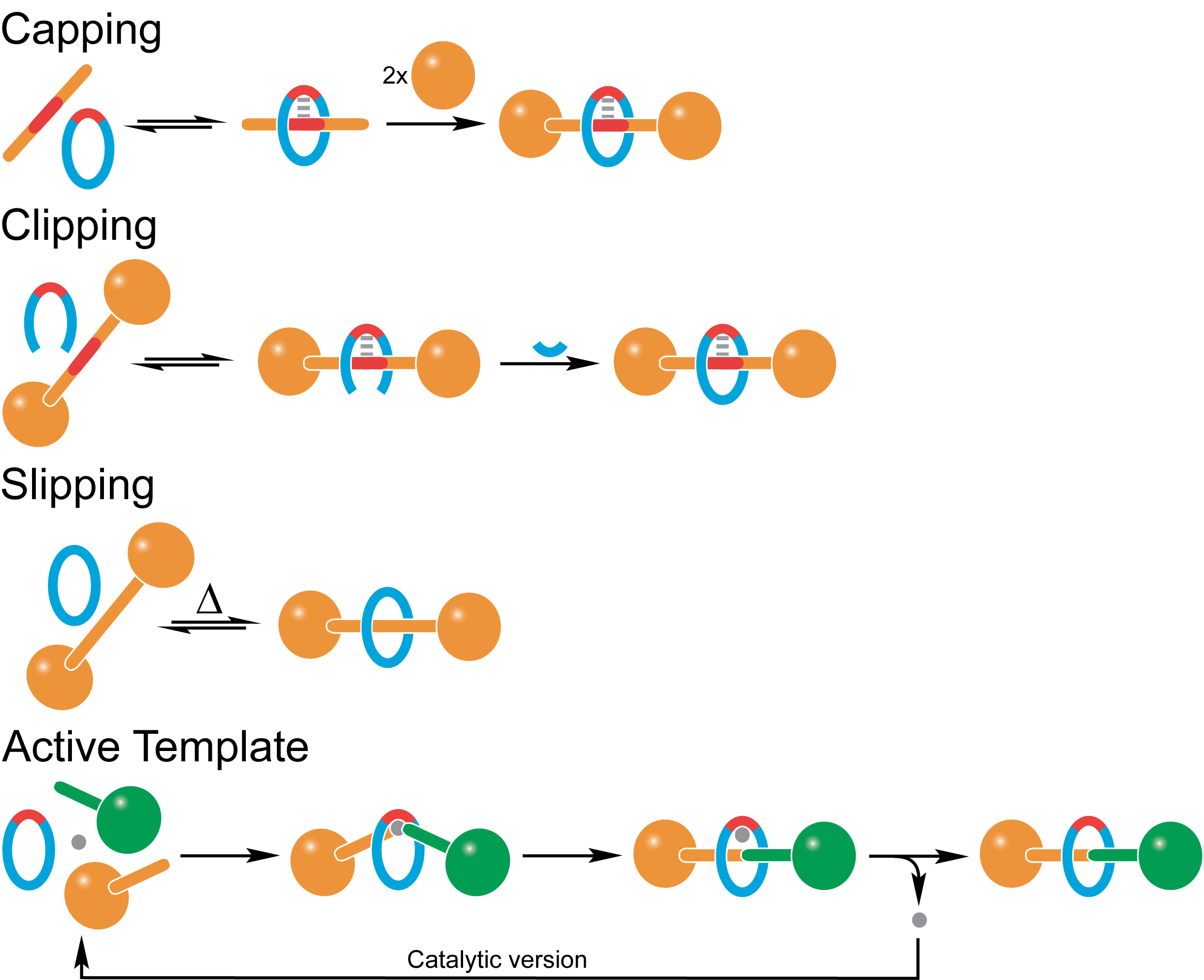
La sintesi del rotaxano può essere realizzata sfruttando il meccanismo di "capping", "clipping", "slipping" o "template attivo" (active template)

La sintesi attraverso il metodo "capping" si basa fortemente su un effetto di riconoscimento termodinamico; vale a dire la parte lineare è tenuta all'interno del macrociclo attraverso interazioni non covalenti. Questo complesso dinamico, o pseudorotaxano, viene quindi convertito a rotaxano facendo reagire entrambe le estremità della parte lineare con grossi gruppi che impediscono la dissociazione.

### Clipping
Il metodo "clipping" è simile alla reazione sfruttata nel "capping" eccetto che in questo caso la molecola a forma di bilanciare è completamente formata ed è legata a un macrociclo parziale. Il macrociclo parziale subisce quindi una ciclizzazione attorno alla molecola a forma di bilanciere producendo il rotaxano.

### Slipping
Il metodo "slipping" è uno dei metodi che sfrutta il controllo termodinamico. Se i gruppi terminali del bilanciere sono di dimensioni appropriate esso sarà in grado di infilarsi reversibilmente attraverso il macrociclo a temperature più elevate. Raffreddando successivamente il complesso dinamico questo diviene cineticamente intrappolato formando un rotaxano a temperatura più bassa.

### Active template
Leigh et al. hanno recentemente sviluppato una strategia di sintesi nella quale ioni metallici agiscono da template promuovendo la reazione di formazione finale del legame covalente che porta alla formazione della struttura interconnessa.

## Utilizzi potenziali

### Macchine molecolari
Le macchine molecolari basate sul rotaxano sono state fin dall'inizio di interesse per il loro potenziale utilizzo in elettronica molecolare come elementi di interruttori molecolari e navette molecolari. Queste macchine molecolari sono basate solitamente sul movimento del macrociclo sul bilanciere. Il macrociclo può ruotare attorno l'asse del bilanciere, in modo simile a una ruota, spostandosi lungo l'asse stesso. Controllando la posizione del macrociclo il rotaxano è in grado di agire da interruttore molecolare con ciascuna possibile posizione del macrociclo corrispondente a uno stato differente. Questa macchine di rotaxano possono essere manipolate sia per azione chimica che fotochimica.
È stato anche dimostrato che i sistemi basati sul rotaxano possono agire da muscoli molecolari. Recentemente è stato riportato un effetto domino da un'estremità all'altra in una macchina molecolare basata su un glicorotaxano. In questo caso, è possibile controllare la conformazione a sedia 4C1 o 1C4 del mannopiranoside che agisce da "tappo", in relazione alla posizione del macrociclo che varia con la deprotonazione di un anilinio posto all'estremità (stazione piridinio legato al glucide). È stata sintetizzata anche una macchina molecolare glucidica basata su dibenzo-24-crown-8 contenente tre stazioni differenti: in questo caso, gli stati bistabili o d'oscillazione continua controllati dal macrociclo possono essere ottenuti modificando il pH o la temperatura. Sono stati determinati i parametri cinetici e termodinamici corrispondenti al passaggio del macrociclo da una stazione all'altra. Estendendo il discorso relativo ai muscoli molecolari glucidici, si possono avere stati co-conformazionali molto differenti in relazione a un diverso grado di contrazione. In questi muscoli, stimoli legati al pH e alla temperatura controllano la posizione del macrociclo nei rotaxani di cui si è parlato in precedenza, lo stato d'oscillazione continua della molecola da una co-conformazione semicontratta a una co-conformazione contratta può essere modificato anche dalla natura del solvente.

### Coloranti ultrastabili
L'uso potenziale come colorante a lunga durata di vita si fonda sulla maggiore stabilità della porzione interna della molecola a forma di bilanciere. Studi con azocoloranti formati dal rotaxano e protetti da ciclodestrina hanno permesso di verificare questa caratteristica. Anche coloranti più reattivi a base di squaraina hanno mostrato di possedere una maggiore stabilità prevenendo l'attacco nucleofilo della porzione interna della squaraina. Il miglioramento della stabilità dei coloranti di rotaxano sono attribuiti all'effetto isolante del macrociclo che è in grado di bloccare le interazioni con altre molecole.

### Nanoregistrazione
In una applicazione di nanoregistrazione un dato rotaxano viene depositato sotto forma di film di Langmuir-Blodgett su un vetro ricoperto di ossido di indio-stagno. Quando viene applicato un voltaggio positivo con la punta di una sonda di un microscopio a effetto tunnel, i macrocicli del rotaxano situati nella zona della punta passano in una parte differente del bilanciere e la nuova conformazione risultante rende le molecole sporgenti dalla superficie di 0,3 nm; questa differenza di altezza risulta essere sufficiente per un pixel di memoria. Attualmente non è ancora possibile cancellare un tale film di nanoregistrazione.

## Nomenclatura
La nomenclatura accettata consiste nel designare il numero di componenti del rotaxano in parentesi quadra come prefisso. Quindi la rappresentazione grafica dei rotaxani indicati sopra si riferisce a un [2]rotaxano, dato che consiste di un singolo manubrio e un singolo macrociclo.